# 阿部晋三
もしかして
- 安倍晋三

ではありませんか？